# 郭有勤
郭有勤（1945年9月—2018年9月28日），山西沁水县人，中华人民共和国政治人物。

## 生平
1965年7月加入中国共产党。1968年8月，毕业于山西农学院畜牧兽医系。1992年6月，任长治市人民政府副市长，1997年4月，任中共长治市委常委、常务副市长。1999年6月，任中共长治市委副书记、长治市人民政府市长。